# فيليسيتي إبرام
فيليسيتي إبرام (بالإنجليزية: Felicity Abram)‏ هي تريثلت أسترالية، ولدت في 16 أغسطس 1986 في بريزبان في أستراليا.

## وصلات خارجية
- الموقع الرسمي
- فيليسيتي إبرام على موقع اتحاد الترياتلون الدولي (الإنجليزية)
- فيليسيتي إبرام على موقع IAT Triathlon Database (الإنجليزية)
- فيليسيتي إبرام على موقع اتحاد ألعاب الكومنولث (مؤرشف) (الإنجليزية)
- فيليسيتي إبرام على موقع دورة ألعاب الكومنولث 2006 (مؤرشف) (الإنجليزية)